# Tổng giáo phận Nam Ninh
Tổng giáo phận Nam Ninh (tiếng Trung: 天主教南宁总教区; tiếng Latinh: Archidioecesis Nannimensis) là một Tổng giáo phận của Giáo hội Công giáo Rôma ở Trung Quốc, có tòa giám mục tại Nam Ninh, Quảng Tây.

## Lịch sử
- 6/8/1875: Hạt Phủ doãn Tông tòa Quảng Tây được tách ra từ Hạt Đại diện Tông tòa Quảng Đông.
- 6/6/1914: Nâng cấp thành Hạt Đại diện Tông tòa Quảng Tây.
- 3/12/1924: Đổi tên thành Hạt Đại diện Tông tòa Nam Ninh.
- 11/4/1946: Nâng cấp thành Tổng giáo phận đô thành Nam Ninh.

## Lãnh đạo
- Tổng giám mục Nam Ninh
  - Tổng giám mục Giuse Đàm Yến Toàn (2007–hiện tại)
  - Tổng giám mục Giuse Mông Tử Văn (1984 - 2007)
  - Tổng giám mục Paulin-Joseph-Justin Albouy, M.E.P. (沈士杰) (11/4/1946 – 7/2/1954)
- Đại diện Tông tòa Nam Ninh
  - Giám mục Paulin-Joseph-Justin Albouy, M.E.P. (沈士杰) (sau trở thành Tổng giám mục) (30/6/1930 – 11/4/1946)
  - Giám mục Maurice-François Ducoeur, M.E.P. (刘志忠) (6/4/1914 – 10/6/1929)
- Phủ doãn Tông tòa Quảng Tây
  - Giám mục Maurice-François Ducoeur, M.E.P. (刘志忠) (22/12/1910 – 6/4/1914)
  - Giám mục Joseph-Marie Lavest, M.E.P. (罗惠良) (26/4/1900 – 23/8/1910)
  - Giám mục Jean-Benoît Chouzy, M.E.P. (司立修) (21/8/1891 – 22/9/1899)
  - Giám mục Pierre-Noël-Joseph Foucard, M.E.P. (富于道) (13/8/1878 – 31/3/1889)
  - Aloysius Jolly, M.E.P. (文芍理) (1875–1878)